# あべの筋
あべの筋（あべのすじ）は、大阪府大阪市阿倍野区・住吉区内を南北に縦断する道路の一つ。

## 概要

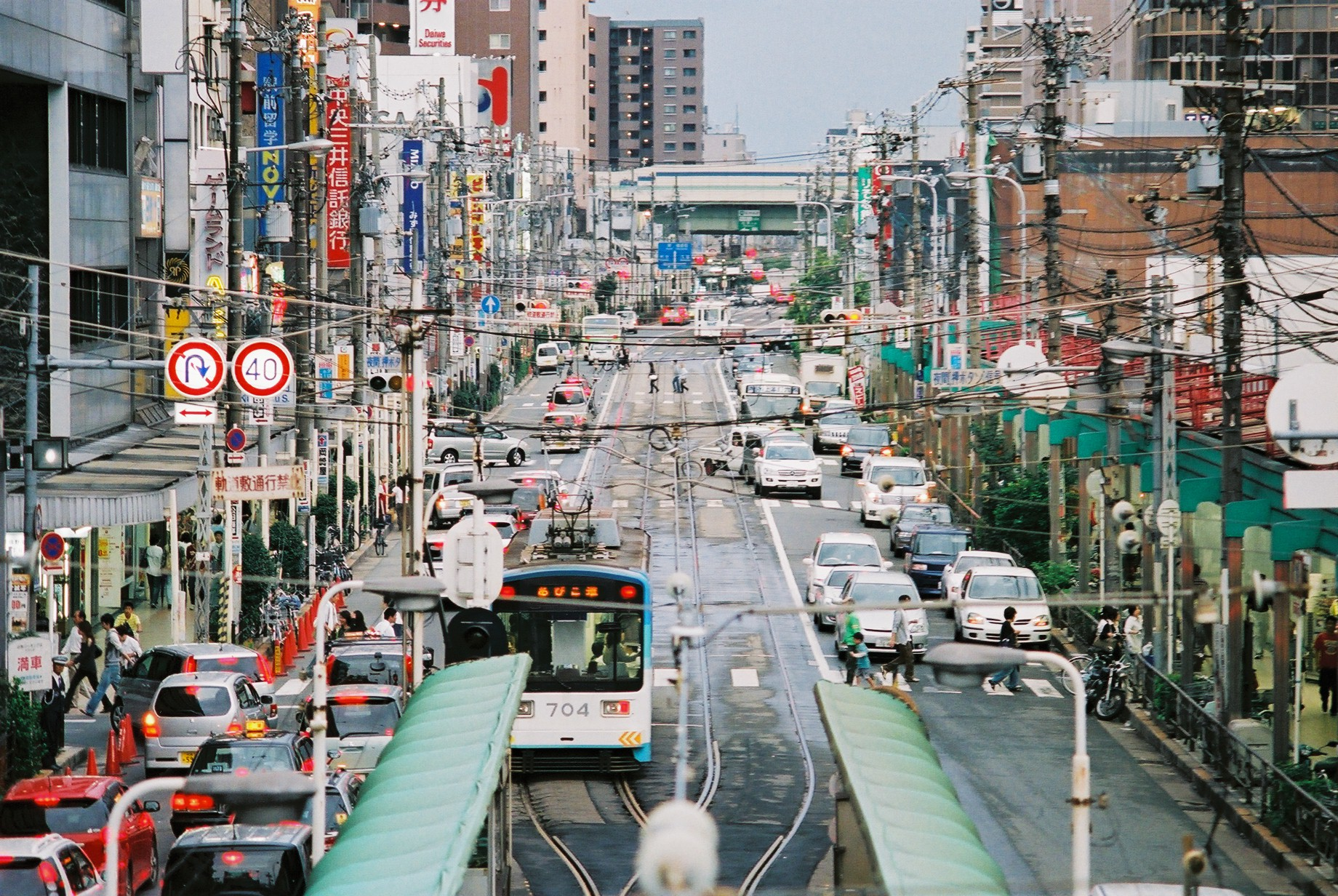
起点に架かる阿倍野歩道橋より南を望む。前方を横断する高架道路が阪神高速14号松原線で、高速道路の下付近が阿倍野交差点。2007年撮影。

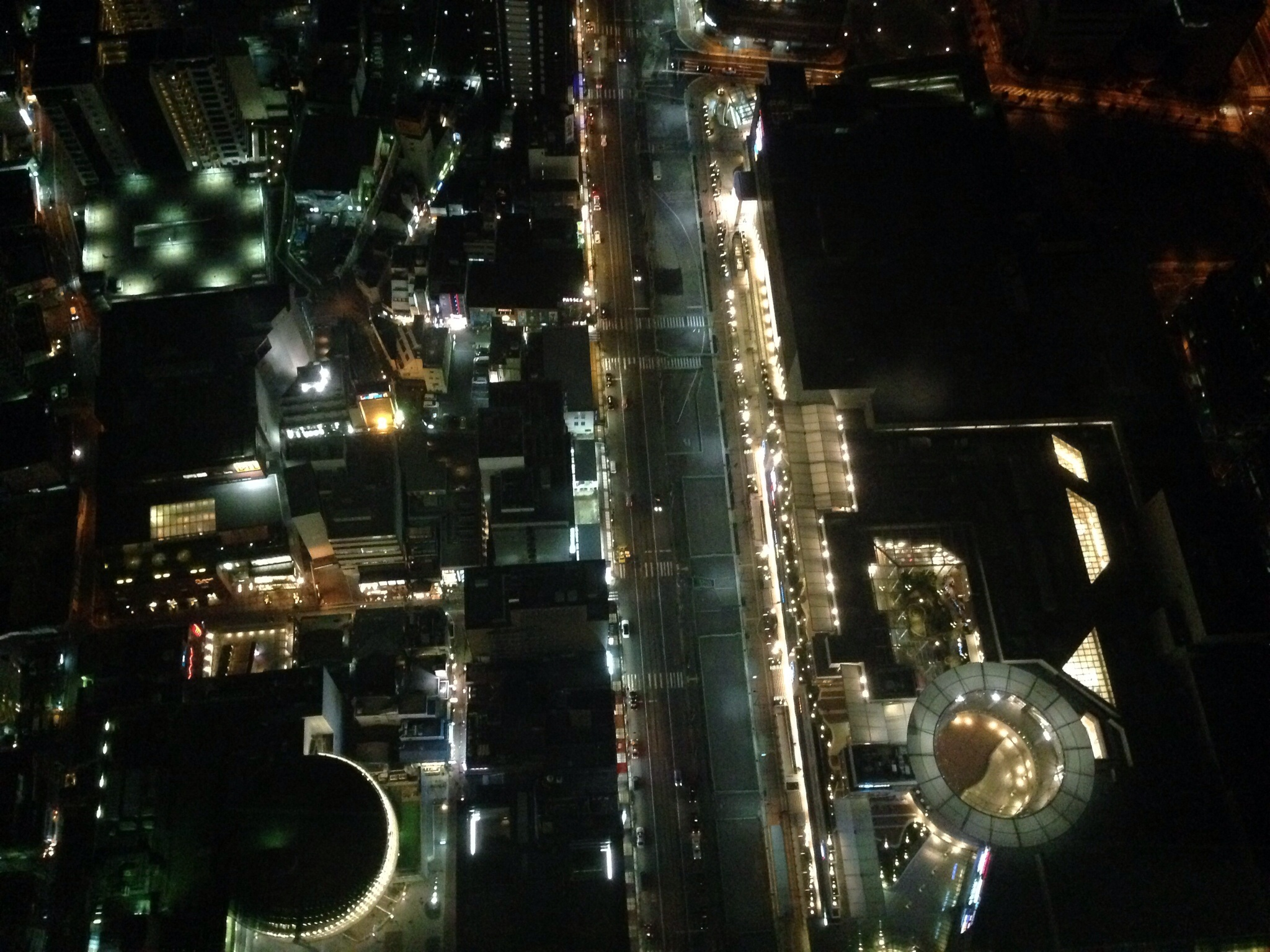
あべのハルカス展望台よりあべの筋を見る。2014年撮影。拡幅部分の立ち退き・舗装はほぼ完成しているが、北行き車線・併用軌道の移設はまだ行われていない。

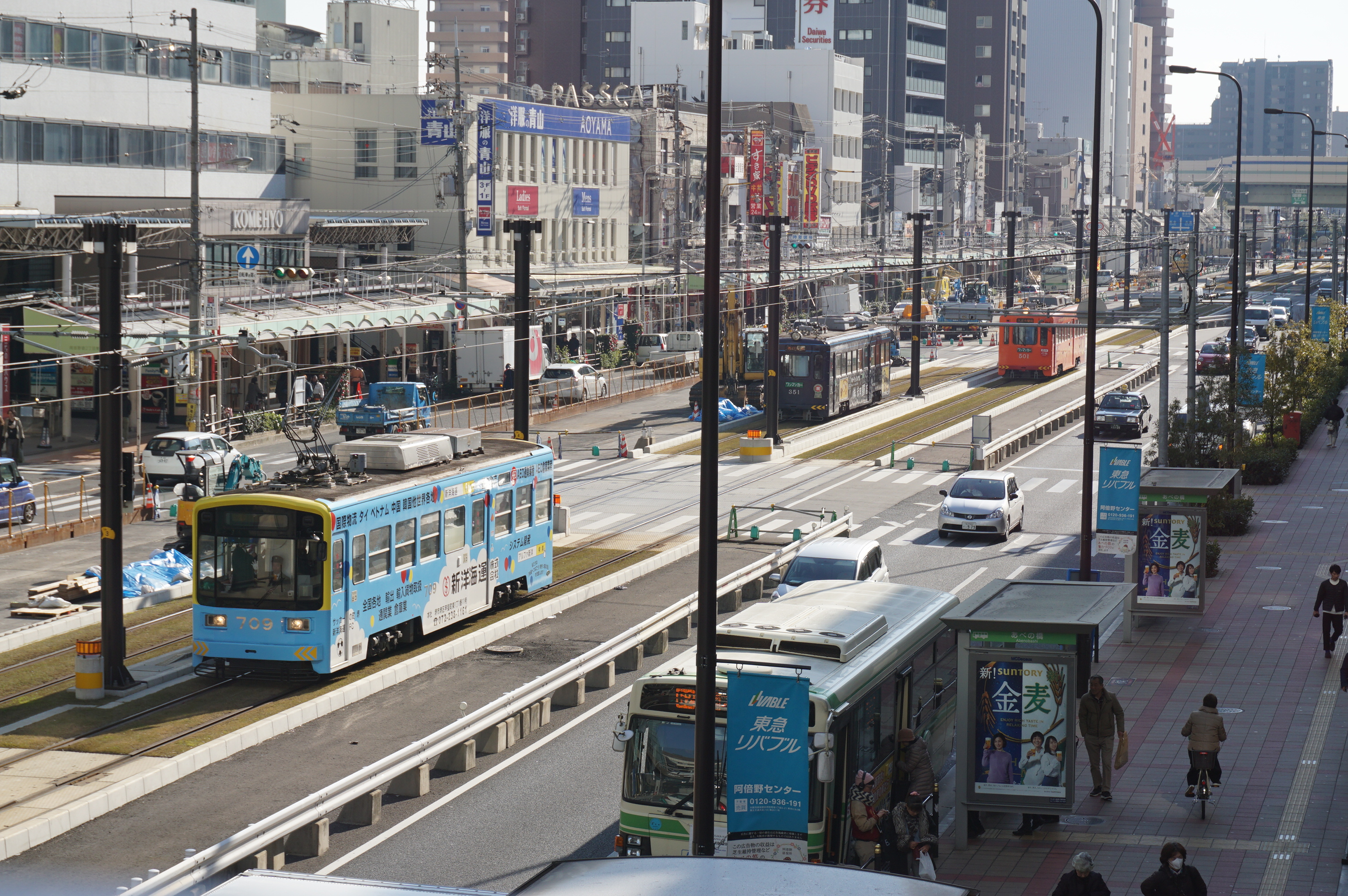
拡幅が完了した阿倍野筋。2018年撮影。

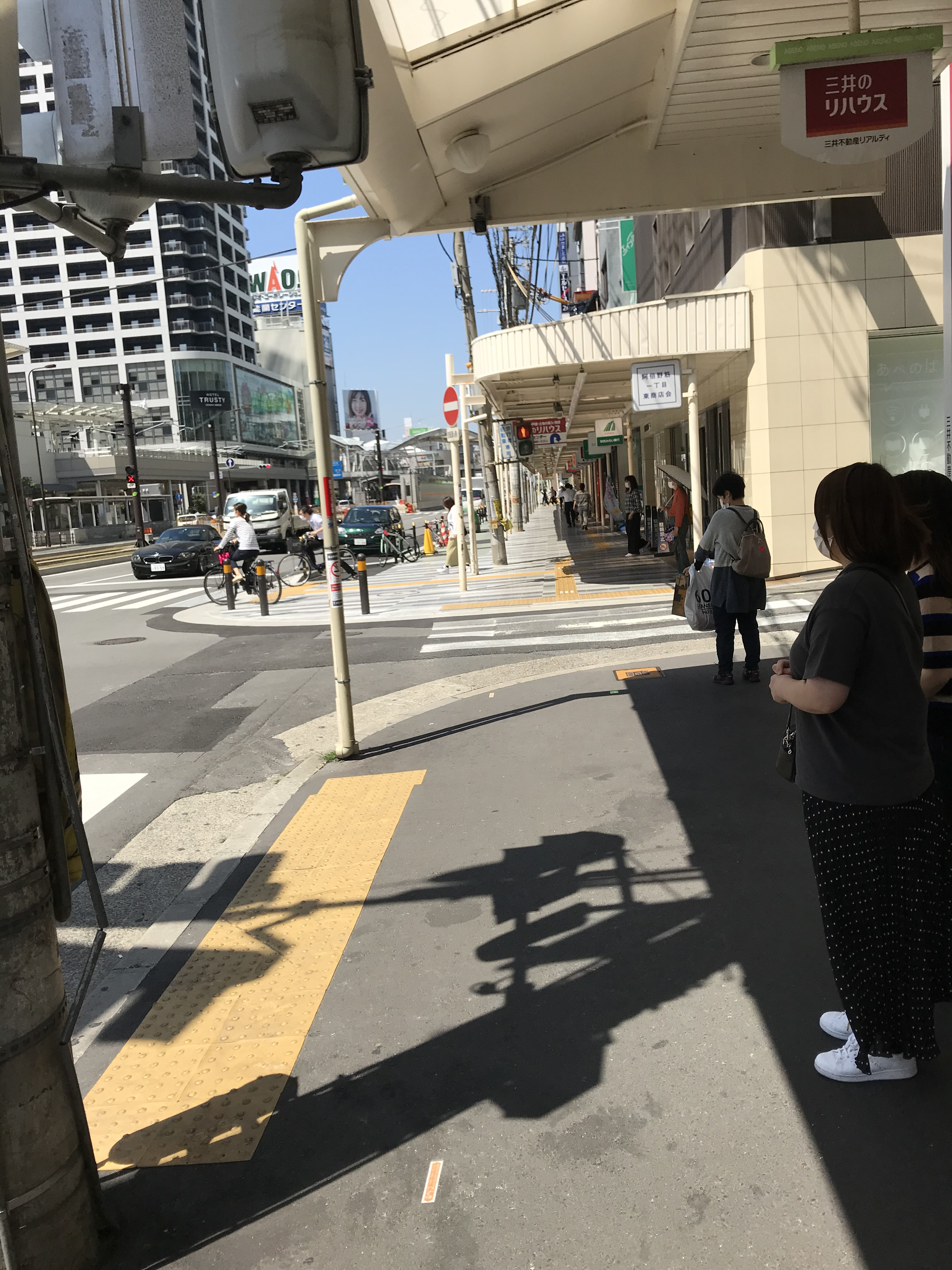
阿倍野筋の歩道が広がったことが分かる。2020年5月11日阿倍野筋二丁目側から撮影。

区間は、天王寺駅と大阪阿部野橋駅が南北に並ぶ近鉄前交差点から堺市境の大和川に架かる遠里小野橋まで。大阪府道30号大阪和泉泉南線（通称13号線）の一部区間にあたる。基本的に片側2車線だが、起点から約1.2kmの区間は阪堺電気軌道上町線の併用軌道が設置されており、南行方向片側1車線、北行方向片側2車線（一部1車線）となっている。起点から松虫交差点までの区間は都市計画道路長柄堺線に指定されており、将来的に拡幅される予定。起点から阿倍野交差点までの区間は、幅員40m、片側3車線に拡幅する工事が2016年12月3日に完了した。拡幅工事では、西側（右記写真の右側）の商店等が立ち退いた後に北行きの車線が移築され、上町線の併用軌道が拡幅後の中央部（上記写真右側の北行き車線付近）に移築された。また南行は2車線になり阿倍野筋一丁目の部分の歩道が拡張された。それ以南は未だ整備されていないが、おそらく上町線阿倍野駅の北側までは工事に向けた補助線が引かれているのでそこまでは歩道が拡幅されると思われる。

## 沿線情報
阿倍野区
- 大阪阿部野橋駅（F近鉄南大阪線）
- あべのハルカス
  - あべのハルカス近鉄本店
- 天王寺駅前駅
- あべのキューズタウン
- 阿倍野駅（Osaka Metro谷町線）
- 阿倍野図書館
- あべのベルタ
- 阿倍野警察署
- 清風情報工科学院
- 松虫停留場
- 安倍晴明神社

住吉区
- 大阪府立急性期・総合医療センター
- 大阪市立沢之町休日急病診療所
- 住吉区役所
- 大阪シティバス住吉営業所
  - 大阪シティバスの路線は、あべの橋から62・63・64・67号系統が住吉車庫前まで多数運行（62号系統はあべの橋以北大阪駅前まで運行）。さらに63号系統は浅香、64号系統はおりおの橋方面へ足を伸ばす。また、住吉車庫前を拠点に南長居への24号系統、東住吉区役所や鷹合団地などを経て住吉車庫前まで戻る循環路線の54A・B・D号系統、府立総合医療センター発着で杉本町駅前・苅田方面へ向かう65号系統、住吉車庫前から松虫を経て地下鉄住之江公園までの25号系統（平日のみ）も運行している。

## 接続する道路
| 接続する道路など 西←＜あべの筋＞→東                       | 接続する道路など 西←＜あべの筋＞→東 | 交差点など | 交差点など | 交差点など |
| --------------------------------------------------------- | ----------------------------------- | ---------- | ---------- | ---------- |
| 大阪府道30号大阪和泉泉南線＜谷町筋＞（谷町9・天満橋方面） |                                     |            |            |            |
| 都計尼崎平野線                                            | ＜あびこ筋＞ 都計尼崎平野線         | 近鉄前     | 大阪市     | 阿倍野区   |
| ＜松虫通＞ 都計木津川平野線                               | ＜松虫通＞ 都計木津川平野線         | 松虫       | 大阪市     | 阿倍野区   |
| ＜南港通＞ 府道5号大阪港八尾線                            | ＜南港通＞ 府道5号大阪港八尾線      | 播磨町     | 大阪市     | 阿倍野区   |
| ＜長居公園通＞ 国道479号                                  | ＜長居公園通＞ 国道479号            | 千躰       | 大阪市     | 住吉区     |
| 府道42号住吉八尾線                                        | 府道42号住吉八尾線                  | 遠里小野7  | 大阪市     | 住吉区     |
| 大和川                                                    | 大和川                              | 遠里小野橋 | 大阪市     | 住吉区     |
| 大阪府道30号大阪和泉泉南線 （堺東・鳳方面）               |                                     |            |            |            |